# Jules Tarlier
Pour les articles homonymes, voir Tarlier.
Jules Tarlier, né le 9 mars 1825 à Bruxelles (Royaume uni des Pays-Bas) et mort le 21 février 1870, est un historien belge.

## Biographie
Jules Tarlier est principalement connu pour son travail en collaboration avec Alphonse Wauters sur leur Géographie et Histoire des communes belges.